# دشرت منجی
دشرت منجی (انگلیسی: Dashrath Manjhi; 1929 – ۱۷ اوت ۲۰۰۷) معروف به مرد کوه کارگر اهل روستای گهلور در نزدیکی گایا در بیهار هند بود که شکافی را به طول ۱۱۰ متر، عرض ۹٫۱ متر، و عمق ۷٫۶ متر در دل تپه‌ای با تنها یک چکش و یک اسکنه کند.
پس از ۲۲ سال کار، دشرت مسیر رفت‌وآمد بین گایا و آتری را از ۵۵ کیلومتر به ۱۵ کیلومتر کاهش داد.

## زندگی‌نامه
دشرت در خانواده‌ای موساهار (از گروه‌های دالیت به معنای غیرقابل لمس یا نجس، که حتی پایین‌تر از طبقه کارگران سودراها Sūdras در سیستم کاست هندی هستند) متولد شد. در جوانی از خانه گریخت و در معادن زغال‌سنگ دانباد مشغول به کار شد. سپس به گهلور بازگشت و با زنی به نام فلگونی دوی ازدواج کرد. در سال ۱۹۵۹ یا ۱۹۶۰ میلادی فلگونی مجروح شد و روستایشان با نزدیک‌ترین پزشک ۵۵ کیلومتر فاصله داشت. او همسرش را از دست داد و در پی این تجربه، دشرت تصمیم گرفت دسترسی روستایش را به خدماتی مثل امکانات پزشکی افزایش دهد و دست به کار کندن مسیری در دل صخره شد. این کار ۲۲ سال طول کشید و در سالهای (۱۹۶۰–۱۹۸۲) تکمیل شد. مسیری که دشرت کند تا سال ۲۰۰۷ میلادی مسیر اصلی مسافرت بین بخش‌های آتری و وزیرگنج بود.
دشرت منجی در ۱۷ اوت ۲۰۰۷ در اثر سرطان مثانه درگذشت. دولت محلی بیهار مراسمی برای گرامیداشت یاد او برگزار کرد.

## در فرهنگ عامه
در سال ۲۰۱۱ دولت هند مستندی را بر پایهٔ زندگی دشرت منجی با عنوان مردی که کوه را جابجا کرد ساخت.
در مارس ۲۰۱۴ قسمت نخست از فصل دوم برنامهٔ ستیامیو جیاتی با اجرای عامر خان به دشرت منجی و همسرش اختصاص یافت. عامر خان همچنین با بستانی دوی و بگیرات منجی، پسر و عروس دشرت منجی دیدار کرد و تلاش کرد تا هزینهٔ درمانی بستانی را بر عهده بگیرد.
بااین‌حال بستانی دوی در یکم آوریل ۲۰۱۴ به علت بیماری و ناتوانی در پرداخت هزینهٔ درمان درگذشت.
در سال ۲۰۱۵ فیلم منجی، مرد کوه با بازی نوازالدین صدیقی در نقش دشرت و رادیکا آپته در نقش فلگونی اکران شد و در گیشه موفق بود.

## فهرست منابع
- "ABP News special: Aamir Visits Mountain Man's Village, Meets his Family". ABP News. 25 February 2014. Retrieved 20 April 2018.
- "A Fairy Tale on the Road". Bangalore Mirror. 20 January 2011. Retrieved 5 September 2015.
- Celestine, Avinash (24 May 1997). "Love's Labor Brings Down Hill". The Indian Express. Archived from the original on 11 Jan 2018. Retrieved 22 September 2012.
- Damarla, Prashanth (2012). "Dashrath Manjhi – Man Who Moved a Mountain – Facts Analysis".
- "Helping Mountain Man's Family". 4 March 2014. Archived from the original on 7 March 2014. Retrieved 5 November 2019.
- Kumar, Alok (17 August 2007). "Mountain Man Dashrath Manjhi Dies in Delhi". Hindustan Times. Archived from the original on 25 August 2013. Retrieved 22 September 2012.
- Kumar, Amitava (15 August 2014). "The Story of Jitan Ram Manjhi, from Rat-Eater to Bihar Chief Minister". Quartz India (به انگلیسی). Retrieved 2019-04-13.
- Kumar, Ruchir. "I Am Trying to Be Like Dashrath Manjhi: Aamir Khan". Archived from the original on 27 February 2014. Retrieved 27 February 2014.
- "Manjhi Featured in Kannada Film". 22 August 2015. Retrieved 5 September 2015.
- "The Mountain Man". The Viewspaper. 28 September 2007. Archived from the original on 27 Feb 2009. Retrieved 22 September 2012.
- "Movie About India's "Mountain Man" Hits Screens". Gulf News. 22 August 2015. Retrieved 22 August 2015.
- "Nawazuddin to Play Lead in Ketan Mehta's Mountain Man". Bollywood Hungama. 16 August 2012. Retrieved 28 January 2013.
- "Personality Series: Bihar". India Post. 2016.
- Ramnath, Nandini (21 July 2015). "Dashrath Manjhi, Rock Star and Film Muse".
- Qadir, Abdul (24 May 1997). "Tax Rebate to Manjhi Biopic Raises Eyebrows". Times of India. Retrieved 5 September 2015.
- Singh, Santosh (1 July 2012). "the man who made way for progress". Indian Express. Retrieved 5 September 2015.
- "Dasrath Manjhi's Family Awaits Aamir Khan to Tell his Glorious Tale". news.biharprabha.com. Indo-Asian News Service. 24 February 2014. Retrieved 24 February 2014.